# Cláudia Pascoal
Cláudia Pascoal, född 12 oktober 1994 i  Gondomar, är en portugisisk sångerska som representerade Portugal i Eurovision Song Contest 2018.